# Dammur Kaggal, Bellary
Dammur Kaggal là một làng thuộc tehsil Bellary, huyện Bellary, bang Karnataka, Ấn Độ.